# Кэйити, Аки
Аки Кэйити (англ. Keiiti Aki, яп. 安芸敬一; 3 марта 1930 — 17 мая 2005) — американский учёный-сейсмолог японского происхождения.
Член Национальной академии наук США (1979).

## Биография
Родился 3 марта 1930 года в Иокогаме, Япония.
Получил степень бакалавра в 1952 году и докторскую степень в 1958 году в Токийском университете. До 1960 года проводил исследования в Институте исследования землетрясений Токийского университета.
Затем Аки Кэйити некоторое время работал в лаборатории Caltech Seismological Laboratory Калифорнийского технологического института вместе с Фрэнком Прессом. После чего Пресс снова пригласил японского учёного в Массачусетский технологический институт в 1966 году. Второй визит в США совпал с очередным землетрясением в Паркфилде 1966 года, примечательным так называемыми волнами кода (Coda Wave), что сильно интересовало Аки Кэйити.
Остался работать в Америке, где возглавил группу сейсмологии Геологической службы США. Был активен в своей научной деятельности, являлся президентом или председателем многих организаций: президент сейсмологической секции Американского геофизического союза, президентом Сейсмологического общества Америки, председатель комитета по сейсмологии Национальной академии наук США. Аки Кэйити сыграл важную роль в создании Центра землетрясений Южной Калифорнии (Southern California Earthquake Center) со штаб-квартирой в университете Южной Калифорнии, куда переехал из Массачусетского технологического института в 1984 году.
В 1995 году Аки переехал на сейсмически активный остров Реюньон в Индийском океане, где работал до конца своей жизни: учёный получил травму головного мозга от падения во время прогулки по улице 13 мая; он впал в кому и умер 17 мая 2005 года. Был похоронен на кладбище города Ле-Тампон.
В семье у него было двое сыновей: Сёта и Дзэнта, а также двое дочерей: Кадзика и Ука.